# Hendry County
Hendry County is een county in de Amerikaanse staat Florida.
De county heeft een landoppervlakte van 2.985 km² en telt 36.210 inwoners (volkstelling 2000). De hoofdplaats is La Belle.

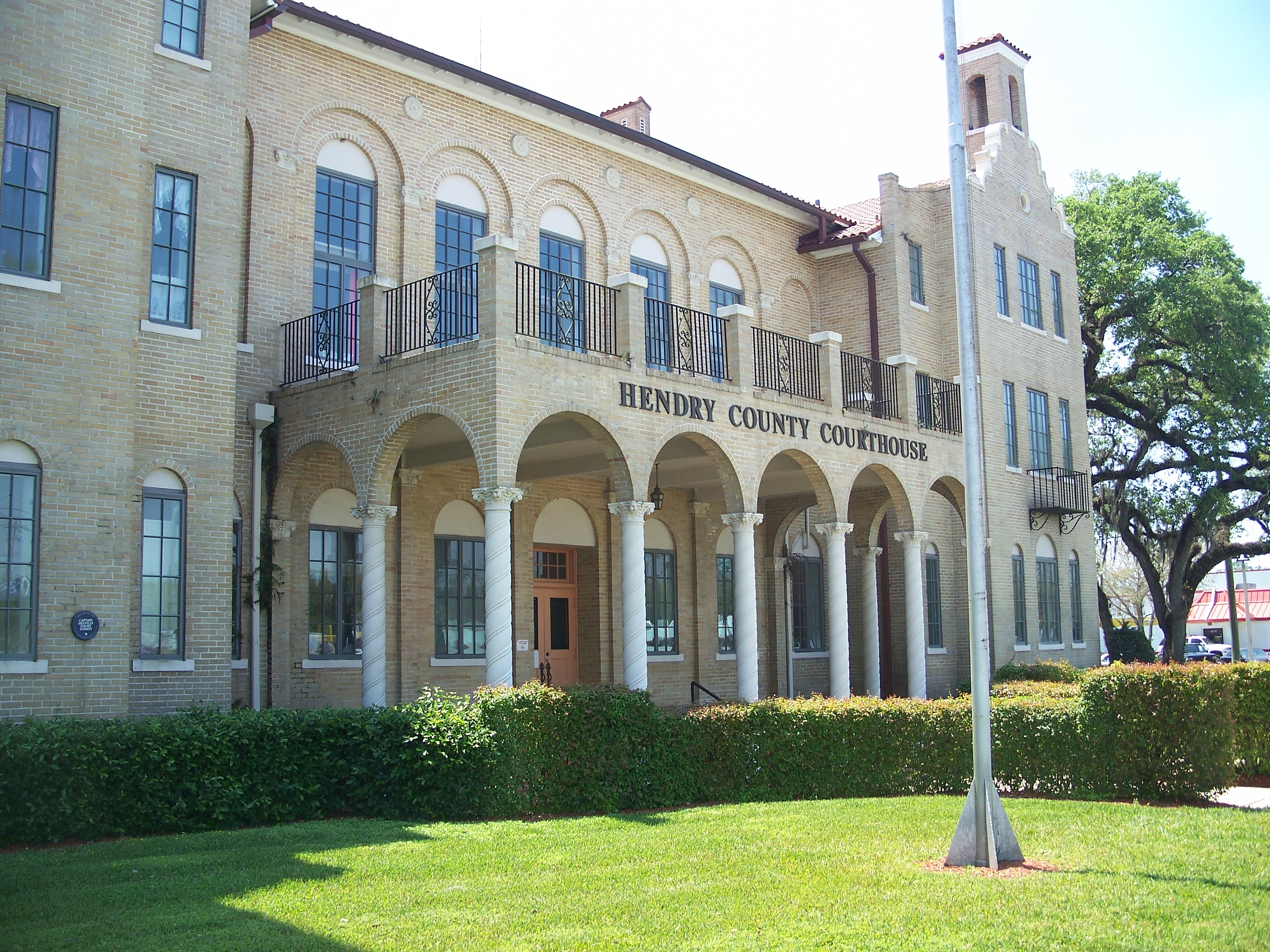
Hendry County Courthouse